# Emanuela Tittocchia
Emanuela Tittocchia (Torino, 23 luglio 1970) è un'attrice, conduttrice televisiva e opinionista italiana.

## Biografia
Nasce a Torino, da madre toscana e padre umbro. A sette anni inizia a studiare canto, danza classica, pianoforte e fisarmonica. Si esibisce al Teatro Alfieri di Torino e prende parte a vari concorsi canori in onda su emittenti televisive piemontesi. A tredici anni è protagonista di uno spettacolo teatrale dal titolo La pentola rivelatrice.
Frequenta il Liceo Scientifico Albert Einstein e nel 1997 si laurea in Architettura al Politecnico di Torino.
Nel frattempo frequenta la Scuola di recitazione del “Teatro Nuovo di Torino”, diretta da Enza Giovine, e ottiene il diploma nel 1993. Durante i quattro anni di corso recita in opere di Campanile, Ionesco, Tardieu, Plauto, Luigi Pirandello, Tennessee Williams, William Shakespeare, Carlo Goldoni.

## Carriera

### Anni novanta
La carriera televisiva inizia nelle emittenti del Piemonte. Dal 1992 al 1998 lavora a Tele Vox, Quinta Rete, Quartarete TV, Telestudio Torino e Rete 7, cura e conduce telegiornali e trasmissioni di vario genere, scrive e realizza documentari e servizi esterni. Nel frattempo continua a fare teatro. 
Nel 1994 partecipa alla rassegna di Anna Cuculo “Aquilegia blu”, teatro al femminile, portando in scena il monologo Che bell'idea! da lei scritto. Nel 1995, ispirandosi al best seller Donne che amano troppo di Robin Norwood, scrive e interpreta Victims, uno spettacolo per sensibilizzare il pubblico sul tema della violenza sulle donne. Nello stesso anno con la compagnia Teatro delle Forme interpreta Frosina ne L'avaro di Molière, per la regia di Guido Battaglia. 
Negli anni successivi entra nella compagnia Torino Spettacoli e va in scena al Teatro Erba e Teatro Alfieri con vari spettacoli tra cui Arsenico e vecchi merletti di Joseph Kesselring, interpretando il ruolo di Helena Harper per la regia di Giancarlo Zanetti.

### Anni 2000
Nel 2000 interpreta Clarissa, protagonista degli atti unici Ma non andare in giro tutta nuda e La mamma buonanima della signora di Georges Feydeau, con la compagnia Gruppo Teatro 1 di Maurizio Messana. Nel 2001 è in A piedi nudi nel parco di Neil Simon, per la regia di Ivan Fabio Perna. 
Nello stesso anno entra nel cast fisso della soap opera di Canale 5 Centovetrine, interpretando, per quattordici anni, il personaggio di Carmen Rigoni. Come coprotagonista della soap, il 5 aprile 2004 durante la 21sima edizione del Gran Premio Internazionale dello Spettacolo condotta da Gerry Scotti e Raffaella Carrà ritira il Telegatto vinto da Centovetrine come miglior soap opera dell'anno. 
Nel 2005 e nel 2006 è l'inviata di Voyager, trasmissione televisiva di Rai 2, condotta da Roberto Giacobbo. Nel 2006 e 2007 recita nelle minifiction Nonni in pericolo e Consumatori in pericolo, in onda nella trasmissione di Rete 4 Forum, condotta da Rita dalla Chiesa. 
Nel 2008 interpreta il ruolo di Ombretta Maltesi nella soap opera di Rai 3 Un posto al sole. 
Nello stesso anno prende parte come concorrente al reality show La talpa, in onda su Italia 1, uscendo alla prima puntata. La sua vicenda sentimentale con l'attore Fabio Testi viene raccontata nelle trasmissioni televisive Mattino 5 e Pomeriggio 5 condotte entrambe in quel periodo da Barbara D'Urso. Nell'occasione Emanuela riceve numerose lettere alle quali risponde in diretta: nasce così la rubrica Lettere sull'amore, curata e condotta da Emanuela a Mattino 5 per tre anni.
Nel 2009 è coprotagonista del film tv Non smettere di sognare con Alessandra Mastronardi e Roberto Farnesi, regia di Roberto Burchielli. Il film ottiene grande successo  e così Mediaset decide di realizzare, nell’anno successivo, una serie in otto puntate per la prima serata di Canale 5. 
È opinionista e ospite in numerosi programmi Rai e Mediaset e La 7 tra cui: Vite allo specchio (La 7), Dimmi la verità (Rai 1), Italia sul 2 (Rai 2), Buona Domenica (Canale 5), Matrix (Canale 5), Domenica Live (Canale 5), Se.. a casa di Paola (Rai 1), Uno Mattina (Rai 1), Estate in diretta (Rai 1), Forum (Canale 5).

### Anni 2010
Nel settembre del 2011 Claudio Baglioni la vuole al suo fianco nella conduzione della seconda serata di O' Scià, il festival di musica leggera italiana, ideato dal cantautore nell'isola di Lampedusa. Nel 2012 torna a teatro come protagonista femminile dello spettacolo I segreti dell'anima, scritto, diretto e interpretato da Vincenzo Bocciarelli.
Nel 2015, alla Camera dei Deputati di Roma, le viene consegnato il “Premio Antonio De Curtis” che riconosce le qualità artistiche e umane degli attori. 
Nel 2017 è protagonista dello spettacolo teatrale Il circo delle meraviglie, scritto e diretto da Fabio La Rosa, in scena al Teatro del Mela a Messina.
Sempre nel 2017 partecipa al film L'esodo, per la regia di Ciro Formisano con Daniela Poggi protagonista, interpretando il ministro Elsa Fornero; con questo ruolo vince il “Premio Cameo d’Autore e impegno sociale nell’arte” al Villammare Film Festival.
Nel 2018 interpreta Ersilia in Un figlio a tutti i costi, film per il cinema con la regia di Fabio Gravina.
È ancora opinionista e ospite in varie trasmissioni televisive tra cui: Italia sul 2 (Rai 2), Buona Domenica (Canale 5), Mattina in famiglia (Rai 2), Pomeriggio 5 (Canale 5), Domenica 5 (Canale 5).

### Anni 2020
Nel febbraio 2020 durante il Festival di Sanremo si occupa della direzione organizzativa dello show del palco di piazza Colombo. Inoltre cura la direzione artistica dellOpening Sanremo 2020, spettacolo di apertura del Festival di Sanremo in scena al Teatro del Casinò, ed è la conduttrice di “Casa Sanremo” al Palafiori.
Nel 2021 partecipa come concorrente alla quindicesima edizione de L'isola dei famosi, condotta da Ilary Blasi.
Nel gennaio 2023 al Campidoglio di Roma vince il Premio “Antenna d’Oro per la Tivvù”.

### Il mondo del calcio
Dal 2013 è spesso ospite e commentatrice nella trasmissione di Italia 1 Tiki Taka, condotta da Pierluigi Pardo, e nel 2018 nella trasmissione Casa Russia dedicata ai Mondiali di Calcio del 2018. 

## Musica
Il 14 febbraio del 2011 esce M’ama non m’ama, il primo singolo di Emanuela. Nel 2020 incide il remix di Comprami, brano portato al successo da Viola Valentino e prende parte al videoclip Inno della pettegola della coppia composta dal cantautore Dario Gay e Mauro Coruzzi, in arte Platinette.

## Vita privata
Nel 2008 ha avuto una relazione con l'attore Fabio Testi, che ha lasciato nella diretta del programma La talpa 3. Nel 2012 ha avuto una relazione sentimentale con il modello Thyago Alves.
Ha raccontato spesso di aver vissuto l'anoressia, all'età di 18 anni, e di essere riuscita con fatica a superare quei momenti difficili. Ora spesso in convegni e in trasmissioni tv fa testimonianza.

## Teatrografia
- Che bell'idea!, di Emanuela Tittocchia, dedicato a Monica Vitti, regia Franca Dorato, Rassegna “Aquilegia blu”, teatro al femminile, Torino (1994)
- L'avaro, di Molière, coprotagonista, regia Guido Battaglia, compagnia Teatro delle Forme (1994-1995)
- Victims, di Emanuela Tittocchia, tratto dal libro Donne che amano troppo, regia di Guido Battaglia. Rassegna “Aquilegia blu”, teatro al femminile (1995)
- C'era una volta un re, coprotagonista, regia Anna Cuculo, Rivoli (2000)
- Ma non andare in giro tutta nuda e La mamma buonanima della signora, di Georges Feydeau, protagonista, regia Maurizio Messana, compagnia Gruppo Teatro 1, Rassegna “ Metti una sera a teatro”, Torino e tournée (2000-2001)
- Arsenico e vecchi merletti, di Joseph Kesselring, regia di Giancarlo Zanetti, compagnia Torino Spettacoli, Teatro Erba a Torino e tournée (2000-2001)
- L'uomo che non poteva morire, di Timothy Findley, coprotagonista, regia Dino Desiata, Teatro Carignano, Torino (2002)
- A piedi nudi nel parco, di Neil Simon, protagonista, regia Van Perna, Rassegna “Metti una sera a Teatro”,  Torino (2000-2002)
- Polvere di stelle d'arte, monologo dedicato a Monica Vitti, Margutta Ristorarte, Roma (2012)
- I segreti dell'anima, di Vincenzo Bocciarelli, coprotagonista, Teatro Cassia Roma (2012)
- Il circo delle meraviglie, di Fabio La Rosa, protagonista, Teatro del Mela, Sicilia (2017)

## Filmografia

### Cinema
- La giacca, regia di Luciano Perretti - Cortometraggio (2000)
- Ogni lasciato è perso, regia di Piero Chiambretti (2001)
- Noi, oltre il tramonto, regia di Davide Guida (2017)
- L'esodo, regia di Ciro Formisano (2017)
- Un figlio a tutti i costi, regia di Fabio Gravina (2018)
- Tic toc, regia di Davide Scovazzo (2023)

### Televisione
- Caso Graziosi, regia di S. De Santis e Caso Bozzano, regia di V. Jalongo - Sceneggiati “La parola ai giurati” - Rai (1996)
- Baldini e Simoni, regia di Ranuccio Sodi - Serie TV - Rai 2 (1999)
- La Sindone - 24 ore, 14 ostaggi, regia di Lodovico Gasparini - Film TV - Rai 1 (2001)
- La memoria e il perdono, regia Giorgio Capitani - Miniserie TV - Rai 1 (2001)
- Nonni in pericolo e Consumatori in pericolo, regia di Cinzia Poggio - Minifiction - Rete 4 (2005-2006)
- Un posto al sole, registi vari - Soap Opera - Rai 3 (2007-2008)
- Artemisia Sanchez, regia di Ambrogio Lo Giudice - Serie TV - Rai 1 (2008)
- Ho sposato uno sbirro, regia di Giorgio Capitani - Serie TV - Rai 1 (2008)
- Non smettere di sognare (film), regia di Roberto Burchielli - Film TV - Canale 5 (2009)
- Non smettere di sognare (serie), regia di Roberto Burchielli - Serie TV - Canale 5 (2011)
- CentoVetrine, registi vari - Soap opera - Canale 5 (2001-2003, 2008-2015)

## Programmi televisivi
- Giramusica (Telestudio Torino, 2000-2001)
- La Sganasciata (Sky, 2005)
- Ragazzi c'è Voyager (Rai 2, 2005)
- Buona Domenica (Canale 5, 2007-2008)
- La Talpa (Italia 1, 2008)
- Italia sul Due (Rai 2, 2008)
- Dimmi la verità (Rai 1, 2008)
- Mattino in famiglia (Rai 1, 2010)
- Se a Casa di Paola (Rai 1, 2010-2011)
- Uno Mattina in famiglia - Storie vere (Rai 1, 2011, 2014-2016)
- Domenica Cinque (Canale 5, 2011)
- Mattino Cinque (Canale 5, 2009-2012, dal 2015) Opinionista
- Pomeriggio Cinque (Canale 5, dal 2011) Opinionista
- Talent Baby Italy (Sky, 2012)
- Giornata Mondiale dello sport Paralimpico (Sky, 2012)
- Pizzica la taranta (Sky, 2013)
- BravoGrazie (Comedy Central, 2013-2014) Conduttrice
- Football Clan (Sport Uno, 2014)
- Tiki Taka (Italia 1, 2014, 2016) Opinionista
- Sorridendo Film Festival (Rai Movie, 2014)
- Estate in diretta (Rai 1, 2015)
- Domenica Live (Canale 5, dal 2015)
- Tiki Taka News (Italia 1, 2016-2017) Opinionista
- Fashion Up (Julie Italia, 2016)
- Forum (Canale 5 e Rete 4, 2017-2018)
- Casa Russia (Italia 1, 2018)
- Il boss delle pizze (Alice, 2018-2019) Conduttrice
- Mezzanotte di fuoco (GT Channel, dal 2019) Conduttrice
- Il salotto delle celebrità (Canale Italia, 2020) Conduttrice
- Live - Non è la D'Urso (Canale 5, 2020)
- L'isola dei famosi 15 (Canale 5, 2021) Concorrente
- A casa di Emy (Alma TV, 2022) Conduttrice